# Nancy Folbre
Nancy Folbre (née le 19 juillet 1952) est une économiste féministe américaine, qui mène des recherches sur l'économie et la famille (ou ce que l'on appelle l'économie familiale), le travail en dehors du marché formel et l'économie des soins. Elle est professeure d'économie à l'Université du Massachusetts à Amherst.
Elle a présidé l'Association internationale pour une économie féministe (selon l'acronyme en anglais, IAFFE) de 2002 à 2003. Elle est rédactrice en chef adjointe de la revue Feminist Economics depuis 1995 et intègre le comité de rédaction du Journal of Women, Politics & Policy. Elle a donné le cours inaugural Ailsa McKay, en 2016.

## Focalisation
Folbre se concentre sur l’économie du soin, qu’elle définit comme "le travail qui implique de se lier à d’autres personnes, essayer de les aider à satisfaire leurs besoins, des choses comme le travail de prendre soin des enfants, des personnes âgées, des malades, ou encore l’éducation est une forme de travail de soin" et elle ajoute que le travail de soin (care work) peut être ou ne pas être rémunéré. Folbre discute que les économistes traditionnels ne prêtent pas suffisamment attention à l’économie des soins. Ceci est au détriment des femmes car l’exclusion de l’économie non marchande et du travail de soin de l’analyse économique traditionnelle peut marginaliser les femmes et les enfants et sous-estimer leur contribution au ménage et à la communauté.
Le soin est une forme unique de travail car il est "intrinsèquement motivé", dans le sens que ce n’est pas seulement l’argent qui motive les personnes à prendre soin. Selon Folbre, le travail de soin a été historiquement sous-estimé car il a été fourni par des femmes gratuitement ou presque et a suffisamment de poids pour expliquer pourquoi les femmes sont moins rémunérées que les hommes. Sur ce point, Folbre se questionne sur ce qui amènerait les femmes à prendre des travaux de soin et argumente que la construction sociale de la féminité lie la féminité au soin. Folbre argumente également que ce n’est qu’en travaillant collectivement pour assurer une plus grande offre et qualité de soin, indépendamment du marché, que l’on peut s’assurer que la responsabilité du soin est équitablement distribuée et non déléguée aux femmes de manière disproportionnée.
Dans son célèbre ouvrage Le cœur invisible (The invisible heart), Folbre explore le marché et la compétition individualiste qu’il engendre et argumente que le soin indispensable des personnes âgées et des enfants n’est pas assuré dans le marché alors qu’il est pourtant absolument nécessaire à la société. Historiquement, les femmes ont assuré le soin, soit comme travail non rémunéré ou peu rémunéré. Folbre examine les structures sociales et gouvernementales qui soutiennent et assurent le soin, ainsi que leur évolution à travers l’histoire. Elle conclut avec la réponse que nous avons tous une responsabilité pour le soin envers les autres et donne une vision du futur dans lequel on donnerait au soin et au travail de soin une plus grande priorité et soutien.
Folbre a aussi écrit considérablement sur l’organisation sociale du temps, en particulier sur l’allocation du temps au soin des enfants, des personnes âgées et comment les politiques familiales et les institutions sociales limitent les choix que les personnes peuvent faire entre le travail rémunéré et non rémunéré. 
Folbre s’est occupée du blog Care Talk : coordinating research on care provision (Discussion de soin : coordonner la recherche sur la prestation de soin) de 2008 à 2009. Elle est une contributrice au New York Times Economix blog, une opportunité qu’elle déclare très apprécier car "la plupart des académiciens passe beaucoup de temps à écrire des choses que très peu de personnes lieront."

## Éducation
Folbre a reçu un B.A (Bachelor of Arts) en philosophie de l’Université du Texas à Austin en 1971, un M.A. (Master of Arts) en études latines américaines de l’UT Austin en 1973 et un Ph.D. en économie de l’université du Massachusetts à Amherst en 1979.

## Réalisations professionnelles
Folbre a été récompensée par une bourse post-doctorale de recherche de la part du centre de croissance économique de l’Université Yale en 1979-1980. De 1995 à 1996 elle a reçu une bourse de la part de la fondation franco-américaine pour l’enseignement et la recherche à Paris. En 1999, elle a été récompensée par le prix Olivia Shieffelin Nordberg pour l’excellence dans l’écriture et l’édition dans les sciences des populations et en avril 2004, elle a été nommée au Charlotte Perkins Gilman fellow à l’Académie Américaine de Sciences Politiques et Sociales (American Academy of Political and Social Science). 
En 1989, Folbre a été récompensée par une bourse de la Fondation Nationale pour la Science (National Science Foundation) pour l’étude du travail des femmes, les ménages des femmes dans le Massachusetts de l’Ouest entre 1880 et 1910. Elle a été récompensée par une bourse de cinq ans de la Fondation MacArthur (MacArthur Fondation) en 1998 et du prix Leontief de l’Institut de Développement Mondial et d’Environnement (Global Development and Environment Institute) de l’Université Tufts en 2004.

## Implications professionnelles
Folbre a une place au comité de rédaction du Journal of women, Politics and Policy. Elle a été élue présidente de l’Association Internationale pour l’Économie Féministe en 2002, et elle tient une position d’éditrice associée du journal Économie féministe (Feminist Economics) depuis 1995.
Depuis 2004, elle est membre de la commission de l’Académie Nationale des Sciences (National Academy of Science), qui a étudié la conception de comptes non-marchands. Elle est membre du comité de la Fondation pour le Développement Infantile (Fondation for Child Development) depuis 2000, et membre de la Commission Nationale de Conseils pour le Soin Infantile et l’Éducation Préscolaire (National Advisory Commission of Child Care and Early Education) ainsi que du Fond de l’Organisation Nationale pour la Défense et l’Éducation des Femmes (National Organization for Women Legal Defense and Education Fund) depuis 2004.

## Livres

### Qui paie pour les enfants? Genre et structure de la contrainte (1994)[8](titre traduit de l'anglais)
Dans ce livre, Folbre discute comment la transition du rôle de fournisseuse principale de travail de soin au rôle de production commerciale présente les femmes avec un dilemme. Bien que le nombre de femmes qui font partie de la main d’œuvre payée croit, on attend toujours d’elles de s’occuper de la majorité des tâches domestiques non payées. Les femmes doivent choisir comment répartir leur temps entre leur développement et accomplissement personnel et les attentes qui leur sont imposées par les normes sociales. Un nombre croissant de mères célibataires luttent avec peu ou pas de soutien du père de leur enfant. Bien que des subsides gouvernementaux soient disponibles, ils ne prennent en charge qu’une partie des frais anciennement pris en charge par les familles.
Folbre analyse cette situation à travers 3 axes majeurs. Tout d’abord, elle entreprend de montrer que les économies traditionnelles ont échoué à fournir des modèles adéquats pour expliquer les relations parents-enfants en matière de développement, de conflits et de bien-être social. Elle suggère que les économistes devraient moins faire attention à la simple comptabilisation financière de production et plus à la production sociale. Deuxièmement Folbre explore comment une augmentation du temps et des ressources investies dans les enfants pourrait constituer une diminution des ressources investie dans un autre groupe. Comprendre et aborder le problème de ces conflits entre groupes pourrait amener à des façons plus efficaces et satisfaisante de prendre soin des enfants et des personnes âgées. Finalement Folbre examine ce que l’histoire peut nous apprendre sur la lutte collective du coût de la reproduction sociale.

### Le guide pratique ultime à l’économie des États-Unis (2000)[9](titre traduit de l'anglais)
Avec James Heintz et d’autres contributeurs du centre pour l’économie populaire à l’université de Massachusetts, Amherst, Folbre et son co-auteur expose avec sagesse et brillance les idées reçues sur l’économie des États-Unis tout en dévoilant ses réalités. Chaque page aborde une question ou un concept et est accompagnée d’une caricature ou d’une illustration artistique. Bien que le livre soit écrit en langage simple et exempt de jargon, les auteurs incluent un glossaire détaillé pour aider le lecteur à devenir familier avec la terminologie économique. Ce livre très accessible couvre une variété de thèmes, incluant l’inégalité raciale, l’inégalité de genre, les problèmes syndicaux, l’éducation, le bien-être et le système de santé.

### Le cœur invisible: l’économie et les valeurs familiales (2001)[10](titre traduit de l'anglais)
Mesurer la valeur du travail de soin est difficile principalement car les relations de soins sont en partie une transaction d’échange et en partie des transactions qui impliquent ce que Folbre appelle « le cœur invisible ». Cette métaphore représente les valeurs familiales que sont l’amour et la réciprocité économique qu’elle met en contraste avec « la main invisible » d'Adam Smith dans laquelle la force de marché de l’offre et la demande existe en parallèle avec la poursuite des intérêts personnels. Bien que les forces du marché libre et de l’individualisme compétitif dominent la vie publique, les forces de compassion doivent tempérer les forces d’intérêt personnel. En partant du principe que les gens sont des optimiseurs rationnels, Folbre défend que quand ça coûte de prendre soin de personnes, on peut s’attendre à ce que les gens le fassent de moins en moins. Si le coût de consacrer du temps à la famille en comparaison à une carrière est considéré comme grand ou si le travail social paie mal alors les personnes prenant des décisions rationnelles vont de plus en plus l’éviter. Folbre félicite l’autonomie des femmes qui est en augmentation mais argumente que si nous ne définissons pas des règles réfléchies définissant notre responsabilité collective à contribuer aux aides sociales, les conséquences dont souffriront les gens dans le besoin augmenteront. La compétition économique intensifiée pourrait faire sortir l’altruisme et les familles du business.
Le livre est divisé en trois sections dans lesquelles Folbre explore un large éventail de questions du statut d’homme ou femme au foyer aux droits des employées enceintes au Mexique. Sur le ton de la narration, Folbre raconte une suite de merveilleuses histoires de sa famille étendue et son entourage à San Antonio. Elle voit les corporations comme des tyrans corrompus et obsédés par le profit et perçoit souvent les gouvernements comme des régimes bureaucratiques gonflés qui servent peu de gens et punissent les pauvres. Tandis que les impôts régressifs assurent que certains pourront se permettre plus de soins que d’autres, les différences dans le financement scolaire garantissent l’inégalité des classes.
Folbre compare le rôle traditionnel des femmes avec la position plus contemporaine des femmes orientée sur la carrière. Là où les femmes remplissaient traditionnellement le rôle de soin dans les foyers, ce sont progressivement des tierces personnes et des institutions qui remplissent cette responsabilité. Le profit motive à diminuer les salaires des travailleurs sociaux. Folbre relève le fait que pour les emplois de travailleurs dans le domaine de la garde des enfants, le taux de rotation excède les 30% par année. D’après elle, de telles carences d’aide sociale de qualité sont dues à une incompatibilité de la dimension relationnelle de l’aide sociale et sa dimension de bien économique publique, ainsi qu’à un système économique qui met l’accent sur la compétition et l’individualisme.
Folbre défend qu’un changement radical de la façon de vivre et de travailler aux États-Unis (contrôle démocratique de l’économie) ainsi qu’une redistribution drastique des biens renforcerait l’éthique de la solidarité et la réciprocité sociale. Elle conclut avec un appel à étendre les valeurs familiales à la société entière et une série de propositions politiques pour augmenter la qualité et la reconnaissance des soins sociaux.

### Le temps en famille: L’organisation sociale de l’aide sociale (2004)[11](titre traduit de l'anglais)
Édité par Nancy Folbre et Michael Bittman, ce livre contient une collection de onze essais discutant une variété de thèmes en lien avec la garde des enfants et des personnes âgées. La contribution de Folbre inclut une introduction et trois chapitre écrit en collaboration avec d’autres auteurs. Dans son article intitulé « Une théorie de la mauvaise affectation du temps » (une référence à l’article de Gary Becker ayant un titre similaire), elle critique la théorie néo-classique de la spécialisation du genre dans les foyers de Gary Becker. Elle est aussi co-auteur de deux autres chapitres par rapport à la mesure du temps consacré au soin des enfants par les parents et le temps consacré par de tierce personnes.

### Donner de la valeur aux enfants: repenser l’économie des familles (2008)[12](titre traduit de l'anglais)
Dans ce livre, Folbre discute le coût d’élever des enfants, sa valeur économique et comment ce coût est porté par la société. Elle met au défi l’opinion implicite des économistes traditionnels selon qui l’éducation des enfants est un processus de consomption duquel lequel les parents retirent du bonheur et met en évidence que cette opinion ignore le fait que les enfants deviennent les ouvriers et payeurs de taxe de la prochaine génération. 
Folbre considère les façons d’améliorer la comptabilité de la valeur économique de l’éducation d’enfants et montre que les méthodes de calcul actuelles ne permettent pas d’apprécier la valeur du temps que demande le soin des enfants. Folbre fournit une estimation surprenante de la valeur du temps de travail parental par enfant en étudiant ce que coûterait l’achat d’un substitut comparable. Elle rappelle que faisant partie du secteur non commercial, l’éducation et le soin des enfants est économiquement sous-évalué en considérant son simple coût de remplacement.

### L’avidité, la convoitise et le genre: une histoire des idées économiques (2009)[13](titre traduit de l'anglais)
Écrit peu après le krach financier de 2008, Folbre explore la façon dont les frontières entre la poursuite des intérêts personnels et l’immoralité est devenue flou. Elle défend que la mentalité adoptée par le personnage de Oliver Stone : « Gordon Gecko » selon laquelle « l’avidité est bonne » a contribué à arriver au krach financier de 2008 et que cette mentalité persiste encore. Alors même que les mêmes normes sociales qui considèrent l’agression, l’avidité et la convoitise comme un avantage pour les hommes dans leur vie publique, ces valeurs sont vues comme perverses chez les femmes. Folbre défend que ce double standard met souvent les femmes ambitieuses dans des situations difficiles, ce qui les force à choisir entre leur identité personnelle et l’acceptation de leur rôle de genre.
Folbre place le travail des femmes, leur sexualité et leurs idées au centre du débat entre l’histoire économique et l’histoire des idées économiques. Son livre décrit un procédé économique et des transitions culturelle aux États-Unis, au Royaume-Uni et en France qui ont modelé l’évolution du capitalisme patriarcal et l’aide sociale des états.